# Janula parva
Monetoculus parvus là một loài nhện trong họ Theridiidae.
Loài này thuộc chi Monetoculus. Monetoculus parvus được Jörg Wunderlich miêu tả năm 2008.